# Operació Compass
L'Operació Compass, en anglès: Operation Compass (Operació Brúixola) era el nom en clau donat pels britànics a una ofensiva militar durant la campanya del nord d'Àfrica de la Segona Guerra Mundial que constituïa la resposta britànica a l'atac contra Egipte de la Itàlia feixista de Benito Mussolini que havien fet el setembre de 1940. Va acabar amb una retirada italiana massiva i la destrucció del 10è Exèrcit italià a Beda Fomm.

Invasió Italiana d'Egipte

## Antecedents
El 13 de setembre de 1940, el mariscal italià Rodolfo Graziani que comandava el 10è exèrcit italià amb uns 250.000 homes ordenà l'atac des de la Cirenaica de Líbia contra Egipte, país que aleshores era un protectorat britànic. Inicialment l'ofensiva italiana va fer retrocedir els britànics uns 100 km cap a l'interior d'Egipte. Tanmateix, Graziani ordenà detenir l'atac i es va fer fort a Sidi Barrani, Graziani va decidir esperar l'arribada de subministraments i va construir diversos campaments de defensa al llarg de la línia de Sidi Barrani i allargava la Via Balbia dins d'Egipte amb la Via della Vittoria. per a poder rebre subministraments i preparar el proper avanç.

## Desenvolupament
Els italians havien construït cinc campaments fortificats al voltant de Sidi Barrani des de Maktila, 24 km a l'est al llarg de la costa, al sud fins a Tummar Est, Tummar Oest i Nibeiwa; es va construir un altre campament a Sofafi a l'escarpa al sud-oest. Tanmateix, aquest anell de forts no es recolzava mútuament, i estaven separats amb buits de 10 km a 30 km coberts només per patrulles motoritzades

### Pla Britànic

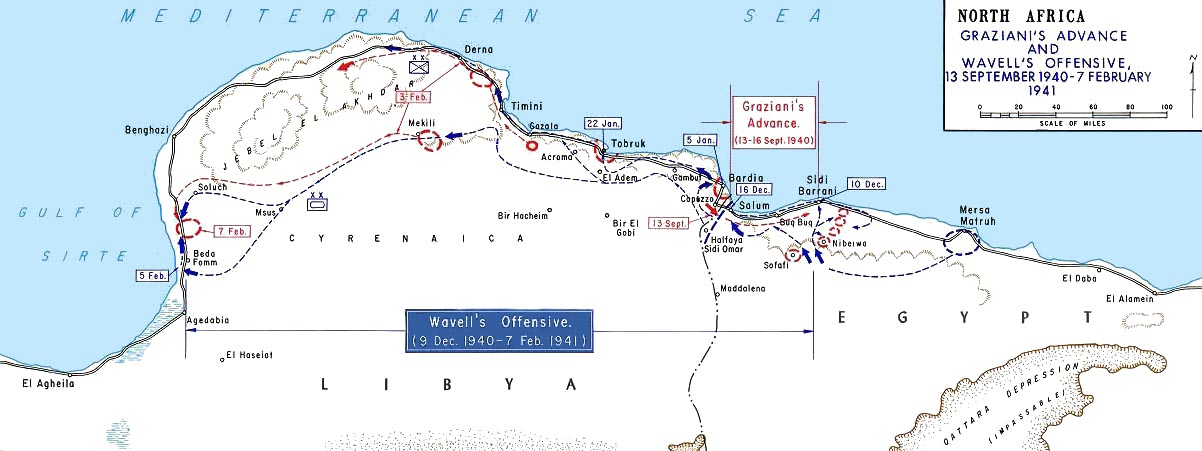
L'avenç italià i la contraofensiva de Wavel amb l'Operació Compass

Després de l'avanç italià, Wavell va ordenar al comandant de les tropes britàniques d'Egipte, el tinent general Sir Henry Maitland Wilson, que planifiqués una operació limitada per fer retrocedir els italians. L'operació Compass, per raons administratives, es va planificar originalment com una incursió de cinc dies, però es va considerar continuar l'operació per aprofitar l'èxit.

## Batalla dels Camps

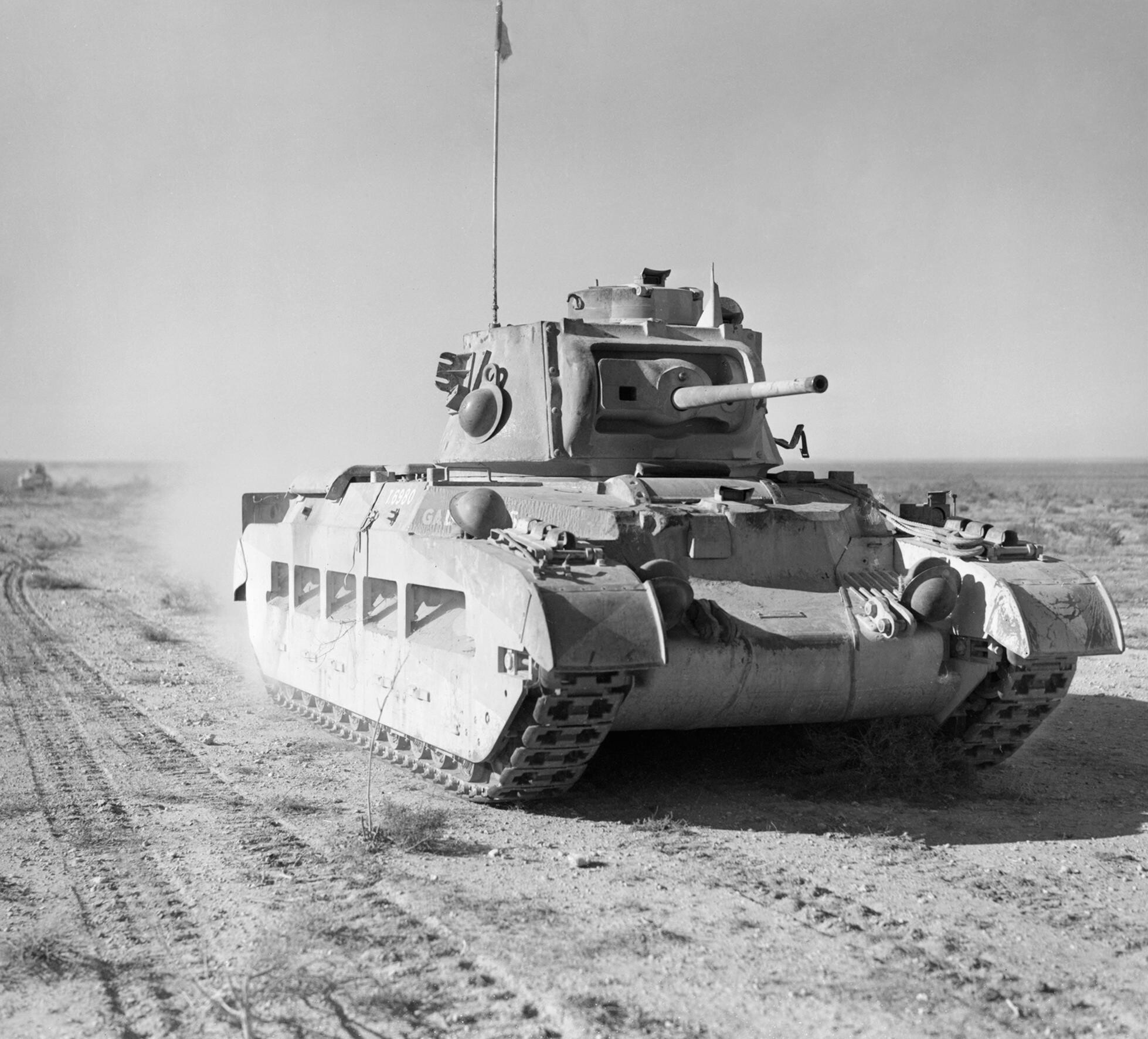
Un tanc Matilda del 7è Regiment Reial de Tancs al Desert Occidental

### Nibeiwa
A les 5:00 a.m. del 9 de desembre, un destacament d'artilleria va iniciar un foc de distracció des de l'est sobre el campament fortificat de Nibeiwa que ocupava Grup Maletti durant una hora, i a les 7:15 a.m. l'artilleria de la divisió va començar un bombardeig preliminar. L'11a Brigada d'Infanteria Índia, amb el 7è Regiment Reial de Tancs (7th RTR) al comandament, va atacar Nibeiwa des del nord-oest, que el reconeixement havia detectat com el sector més feble. A les 8:30 a.m., Nibeiwa havia estat capturat; Maletti havia mort en els combats juntament amb 818 homes, 1.338 van resultar ferits; 2.000 soldats italians i libis van ser fets presoners per 56 baixes britàniques.

### Els Tummars
L'atac a Tummar Oest va començar a les 13:50, després que el 7è RTR hagués reposat i l'artilleria hagués bombardejat les defenses durant una hora. Es va fer una altra aproximació des del nord-oest i els tancs van trencar el perímetre, seguits vint minuts més tard per la infanteria. Els defensors van aguantar més temps que la guarnició de Nibeiwa, però a les 4:00 p.m. Tummar Oest va ser envaït excepte per la cantonada nord-est. Els tancs es van traslladar a Tummar Est, la major part del qual va ser capturat a la nit. La 4a Brigada Blindada havia avançat cap a Azziziya, on la guarnició de 400 homes es va rendir i les patrulles lleugeres del 7è Hússars es van avançar per tallar la carretera de Sidi Barrani a Buq Buq, mentre que els cotxes blindats de l'11è Hússars es van situar més a l'oest. Els tancs de la 7a Brigada Blindada es van mantenir en reserva disposats a interceptar un contraatac italià. La 2a Divisió líbia va perdre 26 oficials i 1.327 homes morts, 32 oficials i 804 homes ferits, i els supervivents van ser fets presoners.

### Maktila
Selby, desconeixent la situació als Tummars, va enviar unitats per tallar les sortides occidentals de Maktila, però la 1a Divisió Líbia es va infiltrar i va escapar. La Selby Force va seguir la retirada mentre la 1a Divisió líbia es retirar els 24 km de Maktila a Sidi Barrani i va conduir part de la columna cap a les dunes de sorra al nord de la carretera costanera. Els Tancs del 6è Regiment Reial de Tancs (6th RTR) van arribar en una tempesta de sorra i van envair els italians a les dunes cap a les 5:15 p.m., després es van unir a la Selby Force per continuar la persecució. Els defensors italians van ser atrapats a Sidi Barrani, en una bossa de 16 per 8 km que retrocedia cap mar. Quan els britànics van tornar a atacar a l'alba de l'11 de desembre, les rendicions massives van començar a tot arreu, excepte al punt 90, on les tropes de la 2a Divisió líbia van aguantar durant un breu temps, després del qual es van rendir 2.000 soldats.

### Sidi Barrani, Buq Buq i Sofafi

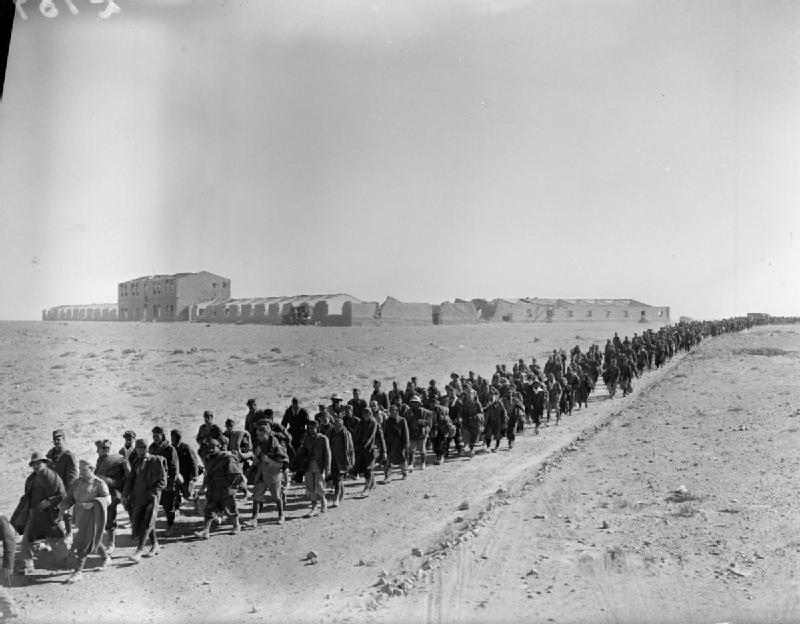
Soldats italians capturats a Sidi Barrani marxen cap al captiveri

El 10 de desembre, la 16a Brigada d'Infanteria es va avançar des de la reserva de la 4a Divisió Índia i amb part de l'11a Brigada Índia al comandament, va avançar en camions per atacar Sidi Barrani. Mentre es desplaçava pel terreny exposat, es van produir algunes baixes, però amb el suport de l'artilleria i el 7è RTR, es va col·locar en posició impedint les sortides sud i sud-oest a Sidi Barrani a les 13:30. Els britànics van atacar a les 4:00 p.m. amb el suport de l'artilleria divisional i la vila va caure a la nit; les restes de les dues divisions líbies i la 4a Divisió CC.NN. "3 Gennaio" va quedar atrapada entre la 16a Brigada d'Infanteria i la Força Selby. L'11 de desembre, la Força Selby i alguns tancs van atacar i van sobrepassar la 1a Divisió Líbia i al vespre, la 4a Divisió CC.NN "3 Gennaio" també s'havia rendit. L'11 de desembre, la 7a Brigada Blindada va rebre l'ordre de sortir de la reserva per rellevar la 4a Brigada Blindada a la zona de Buq Buq, netejar la zona i va capturar un gran nombre d'homes i armes. Una patrulla del 7è Grup de Suport va entrar a Rabia i la va trobar buida; la 63a Divisió d'Infanteria "Cirene" s'havia retirat de Rabia i Sofafi durant la nit. L'ordre a la 4a Brigada Blindada de tallar-los la retirada a l'oest de Sofafi va arribar massa tard i els italians van poder retirar-se al llarg de l'escarpa i unir-se a les forces italianes a Halfaya. Les baixes italianes van ser 2.184 homes morts, 2.287 soldats ferits i 38.000 presoners.

### Explotació
Durant els dies següents la 4a Brigada Cuirassada, al cim de l'escarpa i la 7a Brigada Cuirassada a la costa, van intentar una persecució però els problemes de subministrament i el gran nombre de presoners (vint vegades el nombre previst) van impedir l'avanç. Les forces italianes amuntegades al llarg de la carretera de la costa i retirant-se de Sidi Barrani i Buq Buq, van ser bombardejades pel HMS Terror i les dues canoneres, que van disparar contra la zona de Sollum durant tot el dia i la major part de la nit de l'11 de desembre. A la fi del 12 de desembre, les úniques posicions italianes que quedaven a Egipte eren les aproximacions a Sollum i la zona de Sidi Omar.
Els italians havien perdut 38.289 baixes italianes i líbies, la majoria fetes presoners, 73 tancs i 237 canons, contra 634 baixes britàniques. El WDF es va aturar per reorganitzar-se i després es va moure ràpidament cap a l'oest al llarg de la Via della Vittoria, a través del pas de Halfaya i va tornar a capturar Fort Capuzzo a Líbia. El 7 de desembre, els bombarders Vickers Wellington des de Malta i els bombarders de Bristol Blenheim des d'Egipte van dur a terme incursions a les bases aèries italianes de Castel Benito, Benina i El Adem, l'atac a Castel Benito va ser especialment reeixit i va afectar molts. avions italians; els atacs van continuar fins a finals d'any.

## Persecució

### Sollum, Halfaya i Fort Capuzzo

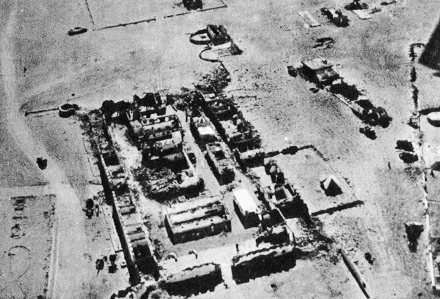
Fort Capuzzo des de l'aire

L'explotació va continuar per les dues brigades blindades i el 7è Grup de Suport, amb el seguiment de la infanteria de la 16a Brigada d'Infanteria (que havia estat deslligada de la 4a Divisió Índia). El 15 de desembre, Sollum i el pas de Halfaya havien estat capturats i els britànics van evitar les guarnicions italianes més al sud al desert. Fort Capuzzo, 64 km 40 milles terra endins seguint la Frontera de Filat, va ser capturat al pas per la 7a Divisió Blindada el desembre de 1940, mentre avançava cap a l'oest fins a Bardia. La 7a Divisió Blindada es va concentrar al sud-oest de Bardia, esperant l'arribada de la 6a Divisió australiana. En aquest moment, el WDF havia capturat 38.300 presoners i pres 237 canons i 73 tancs.

### Bardia

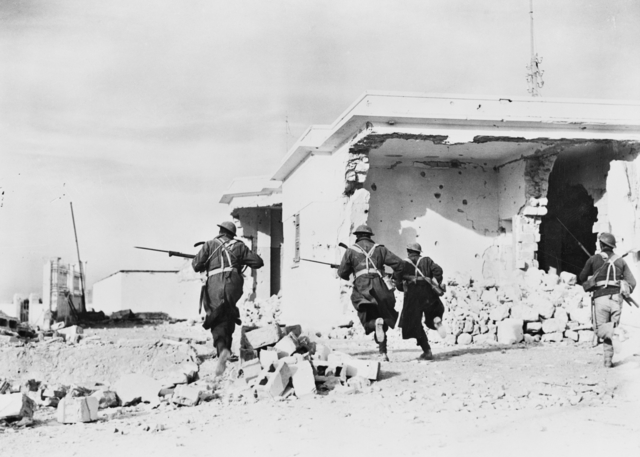
Soldats australians a l'assalt a Bardia

La 6a Divisió australiana (general Iven Mackay) va atacar el XXIII Cos italià (general Annibale Bergonzoli) a Bardia del 3 al 5 de gener de 1941, assistida per suport aeri, artilleria naval i artilleria. La 16a Brigada d'Infanteria australiana va atacar de matinada des de l'oest, on se sabia que les defenses eren febles. Els sapadors van fer fer buits al filferro de pues amb torpedes de Bengala, després van omplir i la rasa antitanc amb pics i pales. La infanteria australiana i 23 tancs Matilda II del 7è RTR van envair les defenses italianes i van fer 8.000 presoners. La 17a Brigada d'Infanteria d'Austràlia va aprofitar la bretxa feta al perímetre i va pressionar cap al sud, fins a una línia secundària de defenses. El segon dia, la 16a Brigada d'Infanteria australiana va capturar Bardia, tallant la fortalesa en dos. Milers de presoners van ser fets i les restes de la guarnició italiana només ocupaven les parts més al nord i al sud de la fortalesa. El tercer dia, la 19a Brigada d'Infanteria australiana va avançar cap al sud des de Bardia, recolzada per l'artilleria i els sis tancs Matilda restants. La 17a Brigada d'Infanteria australiana va atacar i les dues brigades van reduir el sector sud de la fortalesa. Les guarnicions italianes al nord es van rendir a la 16a Brigada d'Infanteria Australiana i al 7è Grup de Suport fora de la fortalesa; es van fer uns 25.000 presoners, juntament amb 400 canons, 130 tancs lleugers i mitjans i centenars de vehicles de motor.

### Captura de Tobruk

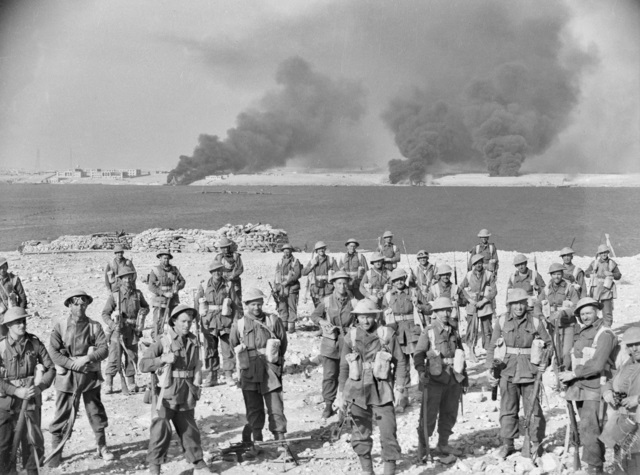
Soldats australians a Tobruk

La captura britànica de Tobruk va tenir lloc entre el 21 i el 22 de gener de 1941, la 6a divisió australiana i la 7a divisió blindada van continuar des de Bardia i van aïllar la guarnició italiana a Tobruk el 6 de gener.
Els italians havien fortificat Tobruk, la seva única base naval a Cirenaica oriental, abans de la guerra, però després de ser derrotats a l'atac a Nibeiwa, la batalla de Sidi Barrani i la batalla de Bardia, el 10è exèrcit italià havia perdut vuit de les nou divisions i només comptava amb la 61a Divisió d'Infanteria "Sirte" per defensar el port.
La guarnició de Tobruk va patir 2.048 baixes i 20.000 homes van ser fets presoners per 400 baixes australianes i britàniques. La WDF va continuar el seu avanç cap a l'oest cap a Derna i Mechili.

### Derna i Mechili
La zona a l'est de les muntanyes del Jàbal al-Akhdar estava protegida pel XX Cos (Tient-General Annibale Bergonzoli) amb la 60a Divisió d'Infanteria "Sabratha" i el Grup Babini, que tenia 120 tancs.
La Divisió Sabratha va mantenir una línia des de Derna, al llarg de Wadi Derna fins a Mechili, amb el Grup Babini a Mechili, custodiant el flanc i la rereguarda de la infanteria. El 23 de gener, el comandant del 10è Exèrcit, el general Giuseppe Tellera, va ordenar un contraatac contra els britànics, per evitar l'embolcall del XX Cos des del sud. L'endemà, el Grup Babini, amb deu a quinze dels nous M13/40, va atacar els 7è d'Hússars mentre es dirigien cap a l'oest per tallar la pista Derna-Mechili al nord de Mechili. Els britànics es van retirar ràpidament i van demanar ajuda al 2n RTR, que va ignorar complaentment els senyals. Els britànics van perdre diversos tancs i van noquejar dos M.13, fins que finalment, el 2n RTR es va mobilitzar, va atrapar els tancs italians alineats en una carena i van noquejar set M.13, per la pèrdua d'un tanc mitjà i sis tancs lleugers.
Al nord, el 2/11 Batalló australià es va enfrontar a la Divisió Sabratha i a les companyies Bersaglieri del Grup Babini a l'aeròdrom de Derna, fent progressos lents contra una resistència decidida. La 19a Brigada australiana va començar a arribar al matí i bombarders i caces italians van atacar els australians. Els italians van escombrar el terreny pla amb artilleria de camp i metralladores, aturant l'avanç australià a 2.700 m de l'objectiu. El 26 de gener, el 2/4 Batalló Australià va tallar la carretera Derna-Mechili i una companyia va creuar Wadi Derna durant la nit contra els contraatacs italians. Els italians es van retirar la nit del 28 al 29 de gener, abans que la guarnició quedés atrapada i les rereguardes del Grup Babini van fer sots a les carreteres, van plantar mines i trampes i van aconseguir portar a terme diverses emboscades, que van frenar la persecució britànica. Derna va ser ocupada sense oposició el 29 de gener i els australians van començar una persecució per la Via Balbia, el 31 de gener.

### Batalla de Beda Fomm
A finals de gener, els britànics van saber que els italians es retiraven al llarg de la Litoranea Balbo (Via Balbia) des de Bengasi. La 7a Divisió Blindada va ser enviada per interceptar les restes del 10è Exèrcit movent-se pel desert, al sud del Jàbal al-Akhdar (Muntanya Verda) via Msus i Antelat, mentre la 6a Divisió australiana perseguia els italians al llarg de la carretera de la costa, al nord del Jàbal al-Akhdar. El terreny va frenar els tancs britànics i la Combe Force (el tinent coronel John Combe), una columna volant de vehicles de rodes, es va enviar endavant a través de la part sud del Jàbal al-Akhdar. A finals del 5 de febrer, Combe Force va arribar a la Via Balbia al sud de Bengasi i va establir un bloqueig a la carretera prop de Beda Fomm; els elements capdavanters del 10è Exèrcit van arribar trenta minuts més tard. L'endemà, els italians van atacar per trencar el bloqueig i van continuar atacant el 7 de febrer. Amb l'arribada de reforços britànics i els australians pressionant la carretera des de Bengasi, les restes del 10è Exèrcit es van rendir. De Bengasi a Agedabia, els britànics van prendre 25.000 presoners, van capturar 107 tancs i 93 canons.

## Operacions al desert

### Giarabub i Kufra

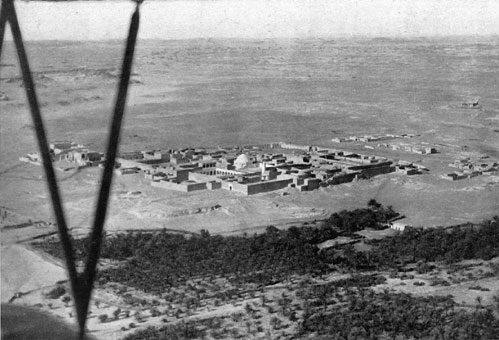
L'Oasi de Giarabub

Les guarnicions italianes tenien Giarabub a 240 km al sud de Sollum, l'Oasi de Kufra,i Jalo a l'extrem oest del Gran Mar de Sorra i Murzuk, 800 km al sud de Trípoli. L'oasi de Giarabub va ser atacat el gener de 1941 i capturat al març pel 6è regiment de cavalleria australià i un batalló d'infanteria australià. Més al sud, a l'altre costat del mar de sorra, l'oasi de Kufra va ser atacat per francesos lliures des de l'Àfrica equatorial francesa, en concert amb les patrulles del Long Range Desert Group (LRDG). Les patrulles britàniques van anar a Faya i per trobar-se amb un altre destacament francès amb el general Philippe Leclerc per un atac a Kufra. Els britànics van ser ametrallats per avions i emboscats per cotxes blindats d'una companyai italiana auto-sahariana (Auto-Avio-Sahariane), que va destruir diversos camions. Leclerc va decidir que l'atac a Kufra no era possible i els britànics restants van tornar al Caire, després d'un viatge de 45 dies de 6.900 km. Kufra va ser capturat pels francesos l'1 de març de 1941 i es va convertir en la nova base del LRDG a l'abril. Més a l'oest, a la frontera amb el Txad, la base italiana de Murzuk va ser atacada al gener, quan una patrulla del LRDG i un xeic local va viatjar 2.100 km fins a trobar-se prop de Kayugi amb un petit destacament francès lliure. La força va atacar Murzuk i va destruir tres avions i un hangar; el comandant francès va morir en l'acció, la majoria dels italians es van rendir i es van fer diversos presoners. Els assaltants van destruir els tres forts i van retirar-se.

## Resultats

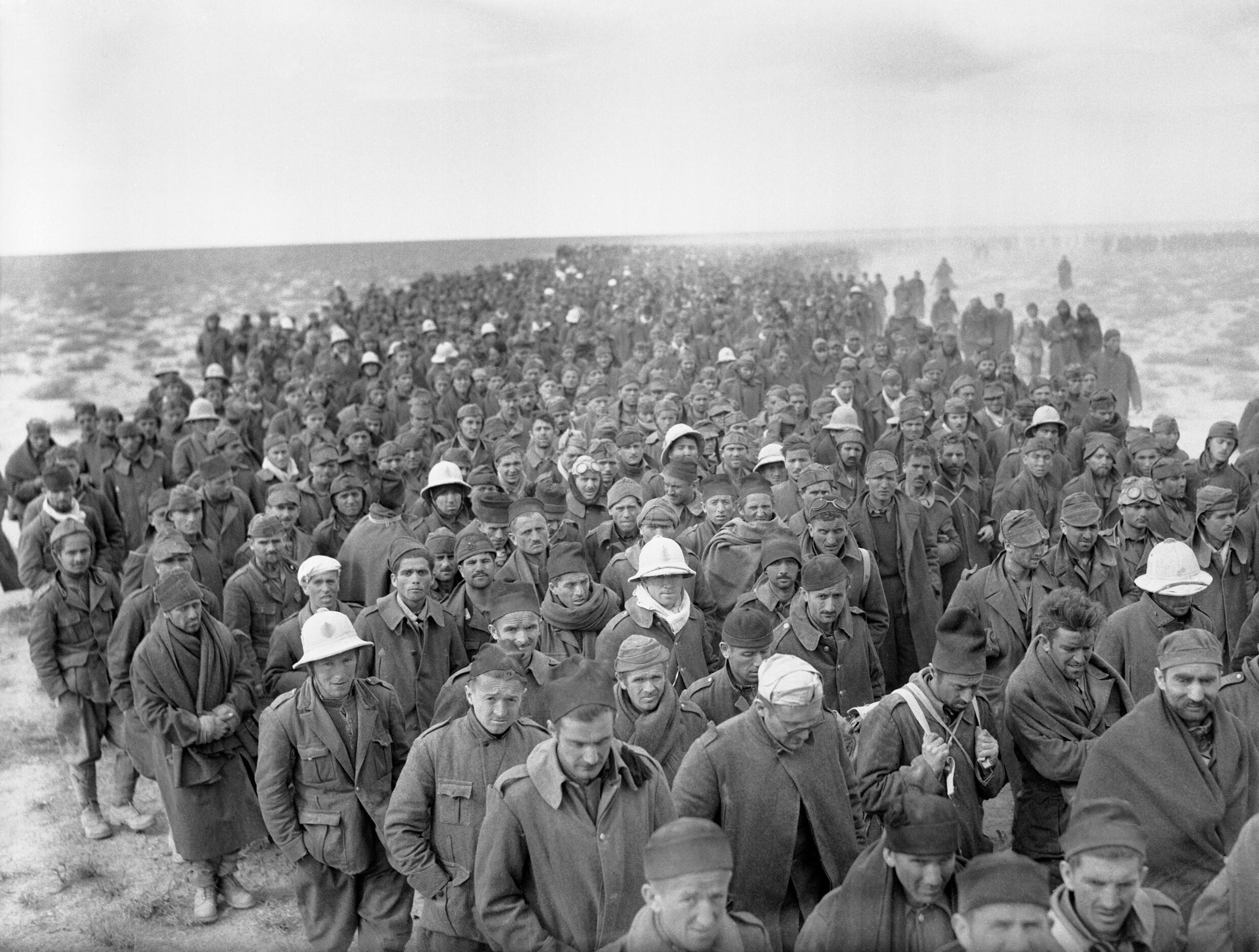
Soldats italians capturats durant l'Operació Compass

En total pel que fa als italians, van ser capturats 130.000 italians, es van destruir 400 tancs i 1.292 peces d'artilleria. Hi morí el general Pietro Maletti. Els britànics aconseguiren avançar 800 km en 10 setmanes, moriren 500 homes i 1.225 en resultaren ferits.
El General O'Connor arribà fins a El Agheila, però va haver de detenir el seu avanç seguint les ordres de Winston Churchill, atès que la Campanya dels Balcans acabava de començar i calia enviar tropes a Grècia. Immediatament, Hitler va ordenar l'execució de l'Operació Sonnenblume i el curs de la guerra a Àfrica canviaria a favor de l'Eix amb l'arribada de l'Afrika Korps i del seu general Erwin Rommel.